# Grallaria haplonota
El tororoí torero (Grallaria haplonota), también denominado tororoi torero (en Colombia), tororoi de dorso llano (en Perú), gralaria dorsillana (en Ecuador), hormiguero torero (en Venezuela) o chululú torero, es una especie de ave paseriforme perteneciente al numeroso género Grallaria  de la familia Grallariidae, anteriormente incluido en Formicariidae. Es nativo del norte y noroeste de América del Sur.

## Distribución y hábitat
La subespecie nominal se distribuye en Venezuela, en las montañas costeras y cadena interior de Lara; la subespecie pariae en la península de Paria; la subespecie parambae en la pendiente del Pacífico del oeste de Colombia (Risaralda) hasta el sur de Ecuador (El Oro); y la subespecie chaplinae por la pendiente amazónica de los Andes orientales en Colombia, y este de Ecuador y norte de Perú (cordillera del Cóndor en el extremo norte, también en San Martín).
Es poco común o localmente bastante común en el suelo o cerca de él, en su hábitat natural de bosques húmedos de estribaciones montañosas o montañas bajas tropicales o subtropicales entre los 700 y los 1800 m s. n. m. de altitud. No se encuentra amenazado.